# Бокенем
Бокенем (њем. Bockenem) град је у њемачкој савезној држави Доња Саксонија. Једно је од 40 општинских средишта округа Хилдесхајм. Према процјени из 2010. у граду је живјело 10.861 становника. Посједује регионалну шифру (AGS) 3254008.

## Географски и демографски подаци
Бокенем се налази у савезној држави Доња Саксонија у округу Хилдесхајм. Град се налази на надморској висини од 110 метара. Површина општине износи 109,4 km².

## Становништво
У самом граду је, према процјени из 2010. године, живјело 10.861 становника. Просјечна густина становништва износи 99 становника/km².

## Међународна сарадња
| Мјесто  | Држава               | Врста сарадње | Од    |
| ------- | -------------------- | ------------- | ----- |
| Томбери | Уједињено Краљевство | партнерство   | 1986. |
| Извор   |                      |               |       |